# Madna
Madna (în arabă مادنة) este o comună din provincia Tiaret, Algeria.
Populația comunei este de 2.935 de locuitori (2008).